# (34547) 2000 SH234
2000 SH234 (asteroide 34547) é um asteroide da cintura principal. Possui uma excentricidade de 0.13275460 e uma inclinação de 8.86012º.
Este asteroide foi descoberto no dia 21 de setembro de 2000 por LINEAR em Socorro.